# Lenka Bartáková
Lenka Bartáková (* 17. května 1991 Sokolov) je česká basketbalistka hrající na pozici rozehrávačky.
Je odchovancem basketbalového klubu v Sokolově, od dorosteneckého věku hrála za TJ Sokol Hradec Králové. V roce 2012 přestoupila do klubu VŠ Praha.
Reprezentovala Česko na evropských šampionátech do 16 (2007) a do 18 let (2008), s juniorskou reprezentací byla desátá na mistrovství světa 2009. Startovala též na univerziádě 2011. V seniorské reprezentaci debutovala v kvalifikačním turnaji na Letní olympijské hry 2012, jichž se poté také zúčastnila (7. místo).
Měří 175 cm.